# 云峰乡
云峰乡，是中华人民共和国四川省资阳市安岳县下辖的一个乡镇级行政单位。

## 行政区划
云峰乡下辖以下地区：
马犁村、双碾村、水车村、普陀村、活桥村、石花山村、凤泉村、平顶山村、凡林村和江水村。